# Didi Lilo
Didi Lilo – osiedle typu miejskiego w Gruzji, w regionie Tbilisi. W 2014 roku liczyło 2417 mieszkańców.